# Mitsubishi Ki-57
Mitsubishi Ki-57 (яп. 三菱 キ57) — серійний військово-транспортний літак Імперської армії Японії та Імперського флоту Японії (під назвою L4M1) періоду Другої світової війни. Був створений на базі бомбардувальника Mitsubishi Ki-21
В «довгій» нумерації літаків японської армії позначався Армійський транспортний літак Тип 100 (яп. 一〇〇式輸送機). В цивільній авіації отримав позначення MC-20. Кодова назва союзників — «Топсі» (англ. Topsy).

## Історія створення
В грудні 1938 року дві японські авіакомпанії «Японський авіатранспорт» і «Міжнародні авіалінії Японії» злились в одну — «Японські авіалінії». В новій компанії авіапарк був доволі різношерстий і складався з імпортних і виготовлених за ліцензією Douglas DC-2, Douglas DC-3 і Lockheed 14, а також цілого ряду японських транспортних літаків міжвоєнного періоду. Тому одним з перших цілей авіакомпанії стало отримання сучасного транспортного літака від місцевих виробників. Цей літак планувалось використовувати на міжнародних трасах, тому його характеристики мали відповідати світовому рівню, на який вже вийшли японські військові літаки. Оскільки вже створений Mitsubishi Ki-21 демонстрував характеристики (швидкість, дальність польоту, навантаження) які відповідали очікуванням компанії, було вирішено звернутись саме до Mitsubishi.
В серпні 1939 року, майже відразу після того як «Японські авіалінії» були знову реорганізовані в «Імперські японські авіалінії» і отримали велику підтримку уряду, почалась розробка нового літака під керівництвом Кеносуке Одзава. Попередній проєкт літака зацікавив також військових, яким був потрібен десантний та штабний літак. Тому проектування літака було вирішено продовжити із врахуванням вимог Імперської армії Японії. Літак мав перевозити 11 пасажирів та 300 кг вантажу на дальність 1400 км при швидкості 300 км/год на висоті 2000-4000 м. Максимальна дальність польоту з комерційним вантажем мала становити 2000 км, без вантажу — 3000 км. Екіпаж мав складатись з 4 осіб, а злітна маса — не більше 7900 кг.
Транспортний літак зберіг від Ki-21-I крило, хвостову частину фюзеляжу, шасі та силову установку. Фюзеляж був спроектований заново, ставши тепер низькопланом, 11 пасажирів розміщувались в двох рядах по двох сторонах фюзеляжу. Перший літак піднявся у повітря у серпні 1940 року. Льотні випробування пройшли успішно оскільки більшість агрегатів були вже протестовані. Ситуацію не погіршила навіть аварія четвертого прототипу, яка відбулась в грудні 1940 року коли під літак розбився в Токійській затоці поблизу Тіба. До кінця року обидва варіанти були запущені в серійне виробництво: цивільний під назвою MC-20-I, військовий — «Армійський транспортний літак Тип 100 Модель 1» (або Ki-57-I). Невелика кількість літаків була передана Імперському флоту Японії, де вона отримала позначення «морський транспортний літак Тип 0 Модель 11» (або L4M1).
В березні 1941 року на озброєнні опинилась нова модифікація бомбардувальника — Ki-21-II і Mitsubishi почало переносити застосовані покращення і на транспортній версії. Проте замість двигунів Mitsubishi Ha-101 були використані менш потужні Mitsubishi Ha-102 потужністю 1080 к. с., також хоча гондоли двигуна були перероблені, люки шасі не закривались. Нова модифікація транспортного літака була готова в травні 1942 року. Вона отримала назву MC-20-II (цивільний варіант), та «Армійський транспортний літак Тип 100 Модель 2» (або Ki-57-II) — військовий варіант.
Загалом на заводах Mitsubishi було виготовлено 101 літака Ki-57-I (і MC-20-II) і 406 Ki-57-II (і MC-20-II). В 1944 році планувалось також почати виробництво літака на заводах Kokusai, але цього не вдалось зробити. Останній літак зійшов з конвеєра в січні 1945 року.

## Модифікації
| Період                        | Кількість |
| ----------------------------- | --------- |
| Ki-57-I / MC-20-I             |           |
| Листопад 1940 — Березень 1941 | 27        |
| Квітень 1941 — Березень 1942  | 69        |
| Квітень 1942 — Травень 1942   | 5         |
| Ki-57-II / MC-20-II           |           |
| Травень 1942 — Березень 1943  | 72        |
| Квітень 1943 — Березень 1944  | 221       |
| Квітень 1944 — Січень 1945    | 113       |
| Всього                        | 507       |

- Ki-57-I («Армійський транспортний літак Тип 100 Модель 1») — оснащений двигунами Nakajima Ha-5 KAI потужністю 950 к.с.
- MC-20-I — цивільний варіант Ki-57-I
- Ki-57-II («Армійський транспортний літак Тип 100 Модель 2») — оснащений двигунами Mitsubishi Ha-102 потужністю 1 080 к.с.
- MC-20-II — цивільний варіант Ki-57-II
- L4M1 («Морський транспортний літак Тип 0») — варіант Ki-57-I на озброєнні Імперського флоту Японії

## Історія використання

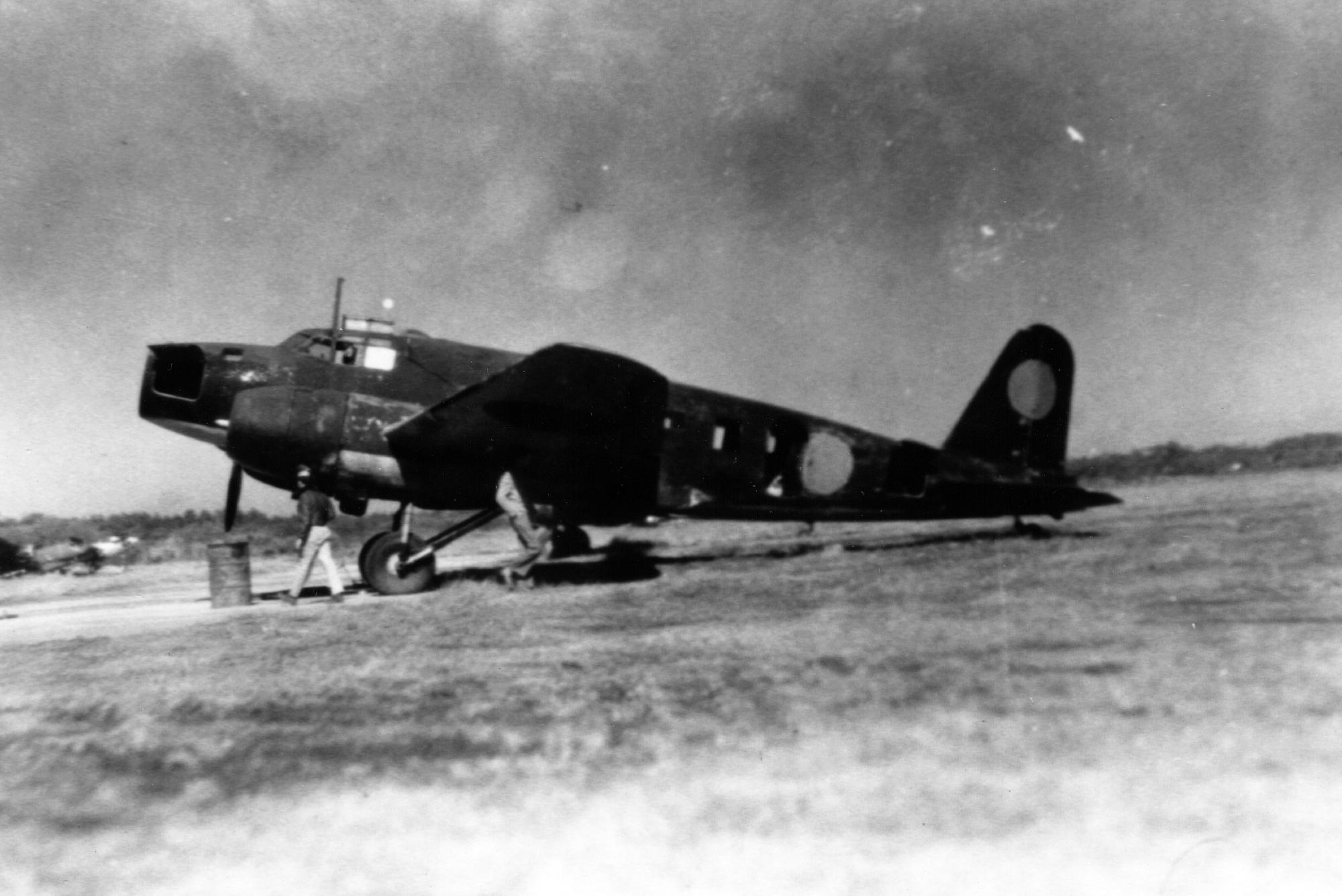
Зламаний Ki-57 на острові Хонсю. Осінь 1945.

### Воєнне використання
Літаки Ki-57 використовувались як транспортні, зв'язкові та для перевезення десантників, а цивільний варіант — для перевезення пасажирів. Частина цивільних літаків також залучалась для військових перевезень. Союзники стикались з ним на всіх театрах війни на Тихому океані.
Найвідомішою операцією, в якій взяли участь Ki-57, була висадка десантників на аеродром та нафтопереробний завод в околицях Палембанга 14 лютого 1942 року. В той час Японія отримувала 40 % нафти саме з Суматри. 9 лютого з затоки Камрань була відправлена морська десантна експедиція, але існувала загроза що союзники знищать нафтопереробні заводи до її прибуття. Тому було вирішено використати повітряний десант, для цього було залучено 1-й десантний полк, який 14 лютого вилетів з Кахангу і Клуанг. Сам десант відбувався після бомбардування аеродрому, після чого з висоти 200 м було скинуто 260 десантників. Після декількох сутичок союзники відступили. Паралельно 100 десантників було скинуто над нафтопереробними заводами, де опір був значно сильніший і завод був захоплений тільки наступного дня, проте союзники так і не встигли знищити заводи. 15 лютого десантникам надійшли підкріплення і було захоплено саме місто. Тої ночі також нарешті прибув морський десант і японські війська повністю закріпили свої позиції.

### Цивільне використання

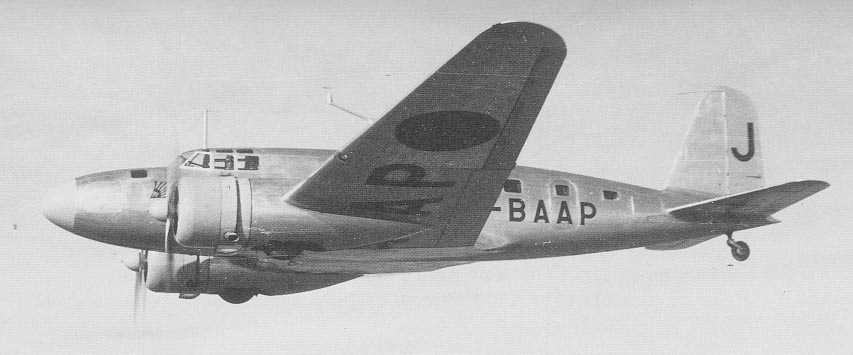
MC-20-I японської газети Асахі Сімбун, який мав на борту все необхідне для підготовки і надсилання статей.

Після закінчення бойових дій MC-20/Ki-57 використовувались під контролем союзників до 10 жовтня 1945 року, оскільки союзницькі бомбардування сильно зашкодили наземним комунікаціям, після чого всі польоти японських літаків були припинені.
Після закінчення війни трофейні Ki-57 використовувались в Китаї та Радянському Союзі. За відгуками радянського пілота В.Вінницького, який багато літав на цьому літаку, і одного разу возив на ньому Мао Цзедуна, MC-20 був найкращим літаком у своєму класі, явно переважаючи Лі-2 та C-47.

## Тактико-технічні характеристики
Дані з Japanese Aircraft of the Pacific War і The Mitsubishi Ki-21
|                       |                       | Ki-57-I                           | Ki-57-II                         |
| --------------------- | --------------------- | --------------------------------- | -------------------------------- |
| Екіпаж                | Екіпаж                | 4 особи                           | 4 особи                          |
| Довжина               | Довжина               | 16,1 м                            | 16,1 м                           |
| Висота                | Висота                | 4,77 м                            | 4,86 м                           |
| Розмах крил           | Розмах крил           | 22,6 м                            | 22,6 м                           |
| Площа крил            | Площа крил            | 70,08 м ²                         | 70,08 м ²                        |
| Маса                  | пустого               | 5 522 кг                          | 5 585 кг                         |
| Маса                  | спорядженого          | 7 860 кг                          | 8 173 кг                         |
| Маса                  | максимальна злітна    | 8 437 кг                          | 9 120 кг                         |
| Навантаження на крило | Навантаження на крило | 112.2 кг/м2                       | 116.6 кг/м2                      |
| Об'єм паливних баків  | Об'єм паливних баків  | 2500 л                            | 2500 л                           |
| Двигуни               | Двигуни               | 2 x Nakajima Ha-5 KAI             | 2 x Mitsubishi Ha-102            |
| Потужність            | злітна                | 2 x 950 к. с.                     | 2 x 1080 к.с.                    |
| Потужність            | операційна            | 2 x 1080 к. с. (на висоті 4000 м) | 2 x 1055 к.с. (на висоті 2800 м) |
| Питома потужність     | Питома потужність     | 4.1 кг/к.с.                       | 3.8 кг/к.с.                      |
| Швидкість             | максимальна           | 430 км/год (на висоті 3 400 м)    | 470 км/год (на висоті 5 800 м)   |
| Швидкість             | крейсерська           | 320 км/год (на висоті 3 000 м)    | -                                |
| Швидкість підйому     | Швидкість підйому     | на висоту 5 км — 12 хв. 10 c      | на висоту 6 км — 15 хв. 45 с     |
| Дальність             | операційна            | 1500 км                           | 1500 км                          |
| Дальність             | максимальна           | 3000 км                           | 3000 км                          |
| Практична стеля       | Практична стеля       | 7 000 м                           | 8 000 м                          |

## Оператори

### Військові
Японська імперія
 ВПС Імператорської армії Японії

- 20-та окрема рота ВПС (березень 1943 — травень 1945; Японія, Рабаул, Нова Гвінея)
- 108-й авіазагін ВПС (жовтень 1944 — серпень 1945;)
- 109-й авіазагін ВПС (жовтень 1944 — серпень 1945; Малайя, Суматра, Французький Індокитай)
- 1-й десантний авіазагін (1941—1942; Малайя, Нідерландська Ост-Індія)
- Окремі групи командування:
  - 7-ма авіабригада (липень 1941 — серпень 1945; Китай, Французький Індокитай, Таїланд, Малайя, Бірма, Філіппіни, Борнео, Японія)
  - 4-та авіадивізія (1942 — серпень 1945; Маньчжурія, Філіппіни, Японія)
  - 9-та авіадивізія (липень 1941 — серпень 1945; Суматра, Малайя, Сулавесі, Ява, Філіппіни, Формоза, Французький Індокитай, Борнео, Японія)
  - 2-гий авіакорпус (липень 1941 — липень 1942; Маньчжурія)
  - 2-га повітряна армія (липень 1942 — серпень 1945; Маньчжурія)
  - 3-тя повітряна армія (1942 — серпень 1945; Бірма, Таїланд, Маньчжурія, Французький Індокитай)
  - 4-та повітряна армія (листопад 1943 — лютий 1945; Нова Британія, Нова Гвінея, Сулавесі, Філіппіни)
  - 6-та повітряна армія (грудень 1944 — серпень 1945; Японія)

 Авіація імперського флоту Японії
 КНР
 Повітряні сили Китайської Народної Республіки

### Цивільні
Японська імперія
- Imperial Japanese Airways

 Маньчжоу-го
- Manchuria Aviation Company (у Маньчжурії)